# Росслин-Фармс (Пенсільванія)
Росслин-Фармс (англ. Rosslyn Farms) — місто (англ. borough) в США, в окрузі Аллегені штату Пенсільванія. Населення — 441 особа (2020).

## Географія
Росслин-Фармс розташований за координатами 40°25′21″ пн. ш. 80°5′19″ зх. д. / 40.42250° пн. ш. 80.08861° зх. д. (40.422434, -80.088575).  За даними Бюро перепису населення США в 2010 році місто мало площу 1,45 км², уся площа — суходіл.

## Демографія
Згідно з переписом 2010 року, у селищі мешкало 427 осіб у 173 домогосподарствах у складі 125 родин. Густота населення становила 294 особи/км².  Було 179 помешкань (123/км²).
Расовий склад населення:
| - 97,0 % — білих - 1,4 % — азіатів - 0,9 % — чорних або афроамериканців |

До двох чи більше рас належало 0,5 %. Частка іспаномовних становила 2,3 % від усіх жителів.
За віковим діапазоном населення розподілялося таким чином: 23,4 % — особи молодші 18 років, 61,4 % — особи у віці 18—64 років, 15,2 % — особи у віці 65 років та старші. Медіана віку мешканця становила 46,6 року. На 100 осіб жіночої статі у селищі припадало 102,4 чоловіків;  на 100 жінок у віці від 18 років та старших — 103,1 чоловіків також старших 18 років.
Середній дохід на одне домашнє господарство  становив 160 759 доларів США (медіана — 126 250), а середній дохід на одну сім'ю — 189 942 долари (медіана — 147 500). Медіана доходів становила 118 500 доларів для чоловіків та 83 250 доларів для жінок. За межею бідності перебувало 3,2 % осіб, у тому числі 0,0 % дітей у віці до 18 років та 0,0 % осіб у віці 65 років та старших.
Цивільне працевлаштоване населення становило 232 особи. Основні галузі зайнятості: освіта, охорона здоров'я та соціальна допомога — 25,4 %, науковці, спеціалісти, менеджери — 22,0 %, виробництво — 12,9 %, фінанси, страхування та нерухомість — 10,3 %.